# Maxime Quartenoud
Pour les articles homonymes, voir Quartenoud.
Maxime Quartenoud, né à Treyvaux le 16 juin 1897 et mort le 14 mai 1956 à Fribourg, est une personnalité politique suisse, membre du Parti démocrate chrétien.

## Sources
- Georges Andrey, John Clerc, Jean-Pierre Dorand et Nicolas Gex, Le Conseil d’État fribourgeois : 1848-2011 : son histoire, son organisation, ses membres, Fribourg, Éditions La Sarine, 2012, 143 p. (ISBN 978-2-88355-153-4, lire en ligne), p. 76 et 77
- Annuaire des autorités fédérales.
- La Liberté du 15 mai 1956 et jours suivants.